# Nuno Gonçalves
Nuno Gonçalves (XVe siècle - après 1490) est un peintre portugais du XVe siècle.
Son nom fut enregistré en 1463 comme peintre de la cour de Alphonse V, mais aucun de ses travaux n'a survécu jusqu'à nos jours. On lui attribue le polyptyque de saint Vincent (en), une œuvre d'art de la peinture portugaise du XVe siècle dans laquelle, avec un style sec prononcé mais d'un puissant réalisme, sont dépeintes les figures prééminentes de la cour portugaise de l'époque.

## Œuvres attribuées
- Polytptyque de Saint-Vincent, du maître-autel de la cathédrale de Lisbonne, (vers 1469), technique mixte sur bois de chêne, Museu Nacional de Arte Antiga de Lisbonne.
- les six panneaux sont dits :
  - de l'Infant
  - de l'Archevêque
  - des Chevaliers
  - de la Relique
  - des Pêcheurs
  - des Frères
- Christ au Pilier, Couvent de la Trinité, Lisbonne

## Galerie photographique

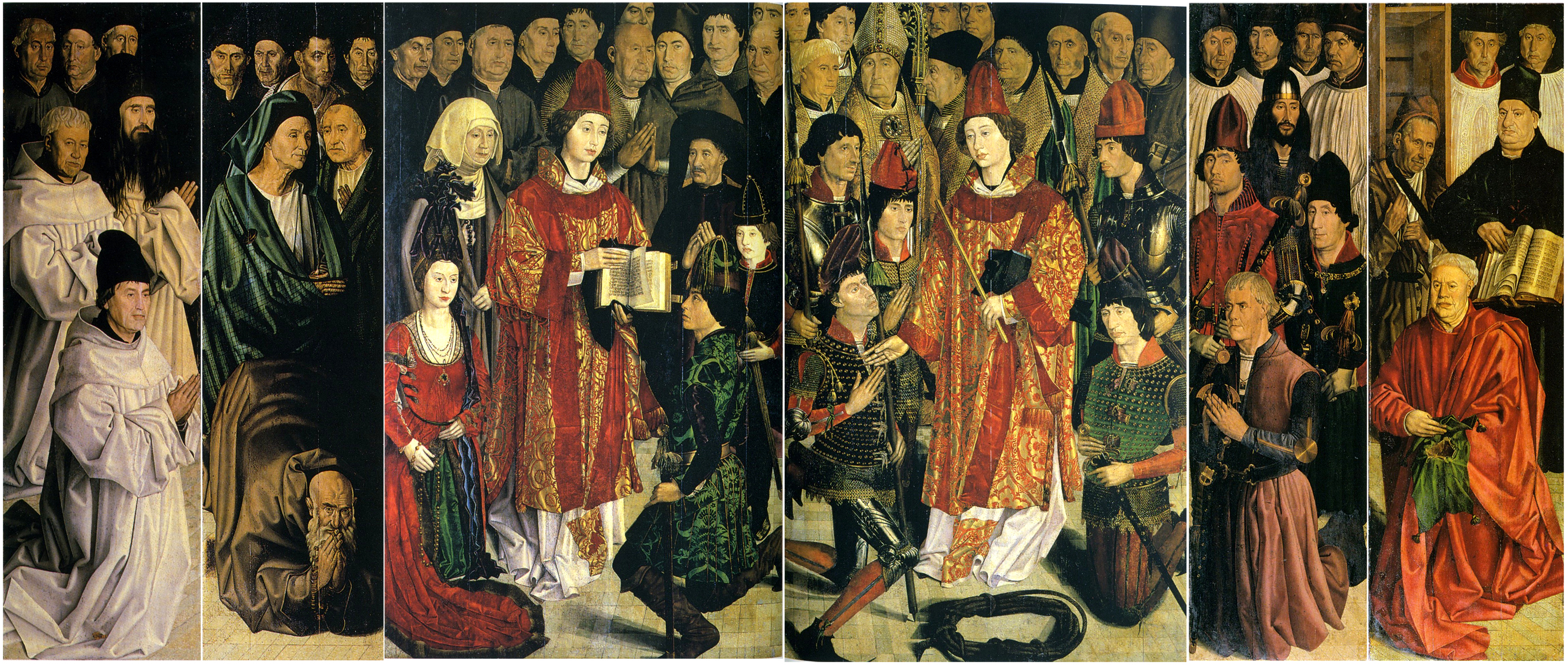
Polyptyque de Saint-Vincent (Paineis de São-Vicente de Fora)